# Franz Wagner (Politiker, 1860)

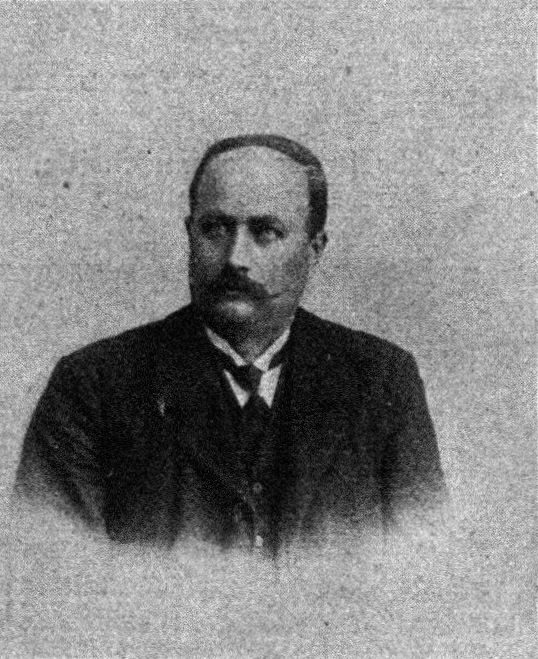
Franz Wagner

Franz Wagner (* 4. Oktober 1860 in Lechwitz in Südmähren, Kaisertum Österreich; † 10. März 1929 in Lechwitz) war ein (deutsch)österreichischer Politiker des Verbandes der deutschnationalen Parteien und weiterer deutschnationaler Klubs (DNP). 

## Leben und Beruf
Franz Wagner war Landwirt, Bürgermeister von Lechwitz, Obmann der Deutschen Südmährengruppe und Obmannstellvertreter des Znaimer Deutschen Vereines für Stadt und Land. Er war Abgeordneter zum Mährischen Landtag und ab 1907 Reichsratsabgeordneter. Vom 21. Oktober 1918 bis 16. Februar 1919 gehörte er der Provisorischen Nationalversammlung an.
Sein 1893 geborener Sohn Johann Wagner war deutschnationaler Politiker des Bundes der Landwirte (BdL) in der Tschechoslowakei.